# 마리오 미타이
마리오 미타이(알바니아어: Mario Mitaj, 2003년 8월 6일 ~ )는 사우디 프로페셔널리그 클럽 알이티하드에서 레프트백으로 뛰고 있는 알바니아의 프로 축구 선수이다. 그리스에서 태어난 그는 알바니아 국가대표팀에서 뛰고 있다.

## 구단 경력

### AEK 아테네
2020년 8월 12일, 미타이는 그리스의 AEK 아테네와 첫 프로 계약을 맺었고, 곧바로 1군 팀에서 훈련을 시작했다.
2020년 10월 18일, 그는 PAOK와의 경기에서 첫 리그 경기를 치렀고, 17세 2개월 13일의 나이로 구단 역사상 최연소 외국인 선수가 되었다.
2021년 2월 2일, 그는 2023년 여름까지 새로운 계약을 체결했다.
2021년 8월 10일, 알바니아 수비수는 2026년 여름까지 그를 클럽에 머물게 하는 새로운 계약을 체결했다.

### 로코모티프 모스크바
2022년 8월 27일, 미타이는 러시아 프리미어리그의 로코모티프 모스크바와 5년 계약을 체결했다. 이적료는 300만 유로였고, AEK는 차기 미타이의 이적에 일정 비율을 유지했다.

### 알이티하드
2024년 9월 3일, 미타이는 1년 임대 옵션과 완전 이적 옵션이 포함된 계약으로 사우디 프로페셔널리그 클럽 알이티하드로 임대되었다. 임대 이적료는 약 120만 유로로 알려졌다. 2025년 1월 31일, 알이티하드는 약 400만 유로의 이적료로 미타이를 완전 영입하였다.

## 국가대표팀 경력
그리스 아티키에서 생애 대부분을 거주한 미타이는 알바니아와 그리스 국가대표팀으로 출전할 수 있는 자격을 얻었다. 알바니아의 모든 어린 선수단에서 활약한 후, 그는 2021년 3월 31일, 산마리노와의 2022년 FIFA 월드컵 유럽 지역 예선 전에서 알바니아 국가대표팀의 첫 경기에 출전해 2-0 승리를 거두었고, 그 과정에서 알바니아 국가대표팀의 일원이 되었다. 이 경기에 출전하면서, 그는 17세의 나이로 알바니아의 두 번째로 어린 국가대표 선수가 되었다.
그는 시우비뉴 감독의 알바니아 선수 26명 중 UEFA 유로 2024에 참가할 선수로 선정되었다.